# Henry Drummond (1851–1897)

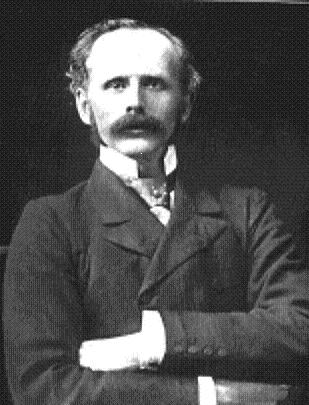
Henry Drummond.

Henry Drummond, född 17 augusti 1851 i Stirling, död 11 mars 1897, var en skotsk naturforskare och teologisk skriftställare.
Drummond blev 1877 extra ordinarie och 1884 ordinarie professor i naturvetenskap vid Free Church College i Glasgow. Han företog 1883-84 en forskningsresa i Afrika och utgav skildringen Tropical Africa (1888, fjärde upplagan 1891; "Central-Afrika", 1890). I Natural Law in the Spiritual World (1883, omkring 30 upplagor; "Naturens lagar och andens verld", 1888, fjärde upplagan 1891; ny översättning samma år) försöker han visa, att samma lagar är måttgivande för naturens värld och för andens, särskilt det, religiösa och etiska livet.
Flera av hans föredrag och småskrifter, bland annat The Greatest Thing In the World – Love (1890; tre svenska översättningar samma år; flera upplagor) och The Program of Christianity (1891; två svenska översättningar samma år) fick stor spridning. Till svenska översattes även "Ett fullkomligt lif" (1899; med levnadsteckning av J. Watson) samt smärre arbeten. I The Ascent of Man (1894; "Människans utveckling", 1894) vill han hävda tillvaron av vissa altruistiska faktorer i det "naturliga urvalets" process.
Han var en av de många författare under 1800-talets senare hälft, som försökte förena den kristna tron och den moderna naturvetenskapen, men möttes av kritik från både det kyrkliga och det vetenskapliga lägret. Han hade emellertid stort inflytande både som talare och författare.